# Controllo a distanza
Controllo a distanza (Remote Control) è un romanzo di Andy McNab del 1997, il primo  della serie "Nick Stone".
Il libro è stato tradotto in olandese, ungherese, finlandese, giapponese, norvegese e numerose altre lingue.

## Trama
Nick Stone è un ex combattente SAS, esperto in armi, ricerche di persone e tecniche di spionaggio. Viene mandato dalla "Ditta" a Washington per indagare su due membri dell'IRA che stanno andando nella capitale. L'incarico è stato annullato improvvisamente mentre era in atto il lavoro, e così decide di passare dal suo amico ed ex collega Kev, che ha casa in città. 
Lì scopre che lui, la moglie e la figlia sono stati trucidati. Si salva solo Kelly, 7 anni, che si era nascosta in tempo in uno scompartimento segreto della casa. Nick, incredulo, decide di portar con sé la bambina e indagare. Ma non è semplice, dei personaggi misteriosi lo stanno seguendo e si dà inizio a una caccia spietata per Washington e dintorni.
Si verrà poi a conoscere una verità molto scomoda, legata a gruppi terroristici, al traffico di droga e alle agenzie segrete, compresa quella per cui lavora Nick. Tecniche di spionaggio, di fuga e politica fanno di questo romanzo una storia  di fantasia ma allo stesso tempo molto realistica.

## Edizioni in italiano
- Andy McNab, Controllo a distanza: romanzo, traduzione di Stefano Tettamanti, Milano: Longanesi, 1999
- Andy McNab, Controllo a distanza: romanzo, Milano: Camuzzi, 2000
- Andy McNab, Controllo a distanza: romanzo, traduzione di Stefano Tettamanti, Milano: TEA, 2001
- Andy McNab, Controllo a distanza: romanzo, Milano: SuperPocket, 2002